# Chrysobothris pulcherrima
Chrysobothris pulcherrima es una especie de escarabajo del género Chrysobothris, familia Buprestidae. Fue descrita científicamente por Snellen von Vollenhoven en 1864.